# Orange (Marruecos)
Orange Marruecos (Maroc), oficialmente Medi Telecom, S. A. y anteriormente Méditel, es un operador de telecomunicaciones marroquí.
Médi Telecom obtuvo la segunda licencia de telefonía móvil en Marruecos en 1999, comenzando sus operaciones comerciales el 29 de marzo de 2000. Tiene su sede en Casablanca.
Inicialmente su estructura accionarial incluía accionistas: Portugal Telecom y Telefónica (con un 32,18% cada una), y dos inversores marroquíes: BMCE, el primer grupo financiero marroquí (18,06%), y el grupo industrial Afriquia (17,59%).
El 31 de agosto de 2009 Telefónica y Portugal Telecom anunciaron su salida conjunta del accionariado en favor de los socios locales de la compañía.
Las operaciones móviles de Méditel usan la tecnología GSM, operando en la banda de 900 MHz.
Su principal competidor, tanto en telefonía móvil como fija es el antiguo operador monopolístico estatal, Maroc Telecom, en la actualidad una filial de la operadora francesa Vivendi Universal.
Actualmente su estructura accionarial incluía accionistas: Orange (con un 49%), y dos inversores marroquíes: Finance Com (25,5%) y Caisse de dépôt et de gestion (25,5%).